# 7 metri
La Sette Metri (7m o anche 7mR) è una Classe velica per barche a vela da regata, che è stata classe olimpica nel passato. Occorre notare che le barche appartenenti alla classe non sono identiche tra di loro, ma debbono essere progettate in modo da soddisfare a particolari parametri.  Al loro apogeo, nella prima metè del XX secolo, le classi Metriche  erano il più importante gruppo di classi internazionali da regata, ed ancora oggigiorno, alcune di esse, sono attive in tutto il mondo.
Il nome della classe: "Sette", non dev'essere confuso con la lunghezza dell'imbarcazione, è invece il risultato di una formula che deve dare appunto quel numero. Normalmente le barche della classe 7m, hanno una lunghezza che si aggira sui 13 metri.

## Storia
La classe 7m venne utilizzata come classe olimpica ai giochi del 1908 ed a quelli del 1920. 
Le Regole di Stazza Internazionali vennero introdotte nel 1907 per rimpiazzare i vari regolamenti precedenti, che variavano da nazione a nazione e spesso da una località all'altra del medesimo stato, ed avrebbero dovuto permettere la costruzione di scafi veloci ma facilmente realizzabili. Inizialmente le classi metriche erano 10, dal piccolo 5 metri fino al 32 metri, le più celebri furono la 8 metri e la 12 metri. Le regole vennero cambiate diverse volte nel corso del tempo per adattarsi ai nuovi materiali introdotti ed alle nuove tecniche (uno dei mutamenti più importanti riguardò all'armamento velico che, all'inizio degli anni venti passò da aurico a Marconi) . Per la classe 7m, sono state costruite circa 200 imbarcazioni nella storia, e si può quindi dire he non sia stata una classe che abbia avuto molta popolarità, fatto questo ribadito anche dalla scarsa partecipazione alle regate olimpiche nelle due occasioni in cui questa classe vi partecipò.

## Sviluppo delle regole

### Regole del 1907
Usate dal 1907 al 1920
{\displaystyle 7.000{\mbox{ metres}}={\frac {L+B+1/3G+3d+1/3{\sqrt {S}}-F}{2}}}
dove

chain girth (CG) in verde e skin girth (SG) in rosso

- {\displaystyle L} = lunghezza al galleggiamento(LWL)
- {\displaystyle B} = larghezza massima
- {\displaystyle G} = chain girth (in verde nell'illustrazione)
- {\displaystyle d} = differenza tra chain girth e skin girth (in rosso nell'illustrazione)
- {\displaystyle S} = superficie velica
- {\displaystyle F} = distanza tra linea di galleggiamento e ponte

### Regole del 1919
Usate dal 1920 al 1933.
{\displaystyle 7.000{\mbox{ metres}}={\frac {L+0.25G+2d+{\sqrt {S}}-F}{2.5}}}
dove
- {\displaystyle L} = lunghezza al galleggiamento (LWL)

Gli altri parametri erano identici a quelli del 1907.

## Risultati Olimpici

### 1908 (Regole del 1907)
Solo una barca si presentò alla partenza
| Posizione | Paese                  | Timoniere                    | Equipaggio                                                           |
|           | Regno Unito (bandiera) | RIVETT-CARNAC, charles James | BINGLEY, Norman DIXON, Richard Travers RIVETT-CARNAC, Frances Clytie |

### 1920 (Regole del 1919)
Solo due equipaggi alla partenza.
| Posizione | Paese                  | Timoniere           | Equipaggio                                                          |
|           | Regno Unito (bandiera) | WRIGHT, Cyril Macey | WRIGHT, Dorothy Winifred COLEMAN, Robert Henry MADDISON, William J. |
|           | Norvegia (bandiera)    | Faye, Johan         | DICK Christian ABEL Sten NEILSEN Niels                              |